# مقبرة حتب حرس

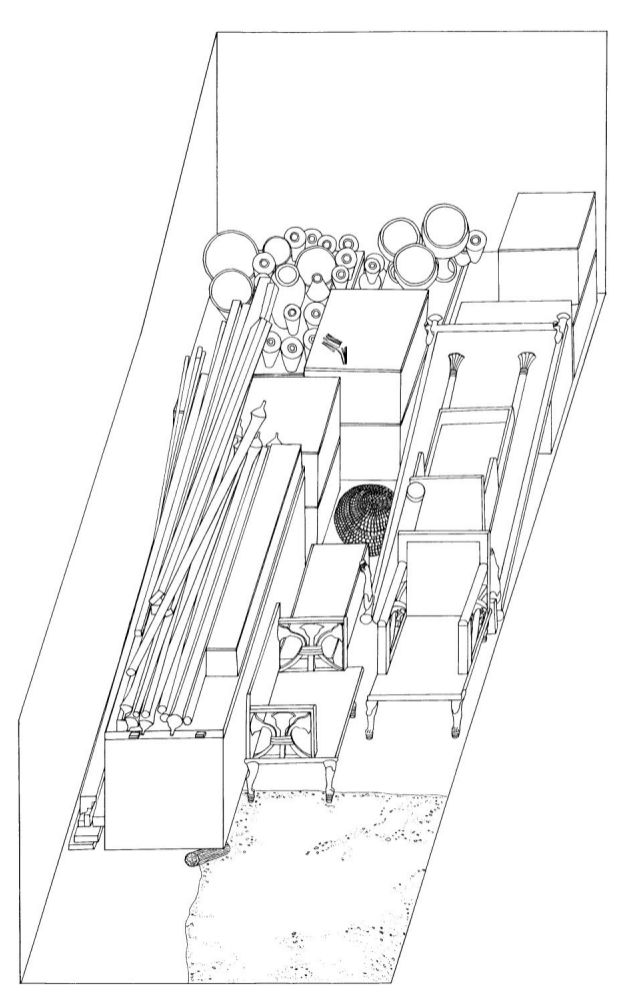
رسم يبين حجرة المقبرة كما وجدها "جورج رايسنر".

مقبرة حتب حرس هي المقبرة رقم G 7000x في منطقة أهرامات الجيزة عبارة عن بئر مربع المقطع وينتهي بحجرة المقبرة التي كانت مخصصة للملكة حتب حرس. تقع المقبرة عند ركن الهرم الأكبر الشمالي الشرقي. كانت الملكة حتب حرس هي أم الفرعون خوفو وتعتبر زوجة سنفرو.
عثر عالم الآثار الأمريكي «جورج رايسنر» على المقبرة في عام 1925 . وهي عبارة عن بئر في الأرض ينتهي على عمق 27 متر بحجرة تحتوي على محتويات المقبرة من أثاث وأواني وحلي وغيرها. كانت جميع الأشياء المصنوعة من مواد عضوية قد فسدت ولم يتبقى سوى قطع صغيرة منها ومغطاة بالغبار. واستطاع عالم الاثار الأمريكي إعادة تكوين الأثاث في عمل مضني، وتعتبر أحسن ما عثر عليه من عهد الدولة القديمة. 

لم تكن المقبرة قد نجت من السرقة. فقد وجد التابوت المصنوع من حجر الألبستر فارغا، ولكن الكانوب كان لا يزال محكما والأحشاء بداخله. وسبب ذلك لا يزال مجهولا. من المؤكد أن هذه المقبرة لم تكن تخص أم فرعون. ويبدو أنها كانت مجرد مخبأ بحيث لا يستطيع لصوص المقابر سرقته أو كانت مقبرة مؤقتة. 

## اكتشافها

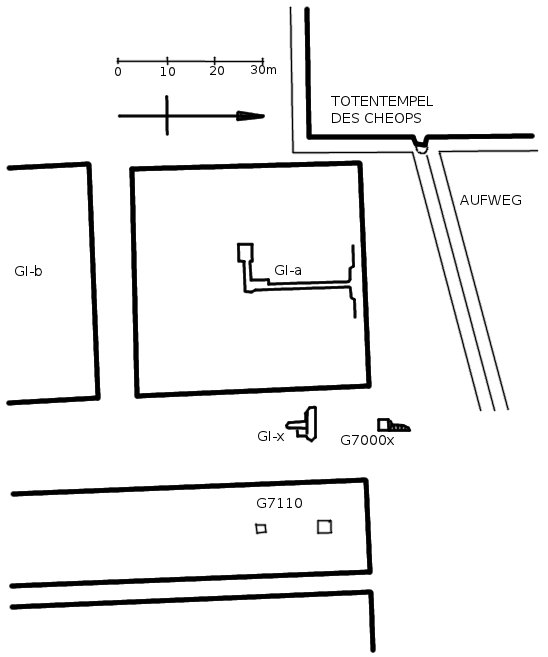
موقع مقبرة حتب حرس (G7000x) في منطقة القبور الشرقية بالجيزة.

كان يقوم عالم الآثار الأمريكي «جورج رايسنر» بأعمال حفريات في محيط أهرامات الجيزة منذ عام 1905 . وعندما كان يضع المصور المرافق له في يوم 2 فبراير من عام 1925 في مكان مناسب للتصوير بالقرب من الهرم الأكبر غرست إحدى حوامل الكاميرا في شق حجر مستوي غريب، وتبين بإزاحة الرمال عنه أنه مدخل يؤدي إلى سلالم تحت الأرض. وكان رايسنر في ذلك الوقت في الولايات المتحدة. وبعد أن رفع علماء الآثار الحطام الذي كان يملأ البئر وجدوا حجرة المقبرة المغلقة. وبعد أن فتحها «ألان روفي» في يوم 8 مارس 1925 - وهو نائب رايسنر - فوجدها مرصوصة بأشياء فوق بعضها البعض. كانت الأشياء العضوية قد فسدت ولم يتبقى سوي قطع مكسورة وغبار. وكانت أرضية الحجرة مليئة بصفائح الذهب التي وقعت من قطع الأثاث التي كانت مخزونة فيها. فكان من الواضح أن عملية الدفن لم تسير على ما يرام، حيث كانت الأواني السيراميكية مكسرة وأقمشة الكتان منثورة هنا وهناك.
وفي 12 مارس أمر رايسنى بغلق المقبرة حتى عودته من الولايات المتحدة. وفي يوم 21 يناير 1926 قام بفتحها بنفسه. وخلال 321 يوم قام الرسام «دوس دانهام» برسم جميع القطع. 
واشترك "نويل ويلر" مع رايسنر في تفريغ حجرة المقبرة. وسجلت تلك العمليات في 1701 صفحة بالتفصيل مصحوبة برسومات للموقع ومذكرات و 1057 صورة فوتوغرافية. بذلك أصبح من الممكن إعادة تشكيل الأشياء. ومع ان إعادة تشكيل أشياء من اجزائها المكسرة من أعمال علماء الآثار إلا أن كانت عملية إعادة تشكيل محتويات تلك المقبرة عملا مضنيا. وبعد أخلاء حجرة المقبرة بدأ علماء الآثار بفتح التابوت في يوم 3 مارس 1926 في حضور كبار الدولة. ولكن خاب الأمل إذ وجد التابوت فارغا. ويقول " "ليندون سميث" الذي كان مشاركا في فتح التابوت:
وفي يوم 18 أبريل 1927 رفع التابوت الذي يزن نحو 2و2 طن ثم فتحت الزاوية المغلقة في حجرة التابوت حيث وجدت فيها الأربعة أواني كانوبية وكانت لا تزال سليمة. 
 وبعد نحو 25 سنة من الدراسة وإعادة تكوين الأثات والأمتعة تم عرضها على الجمهور.

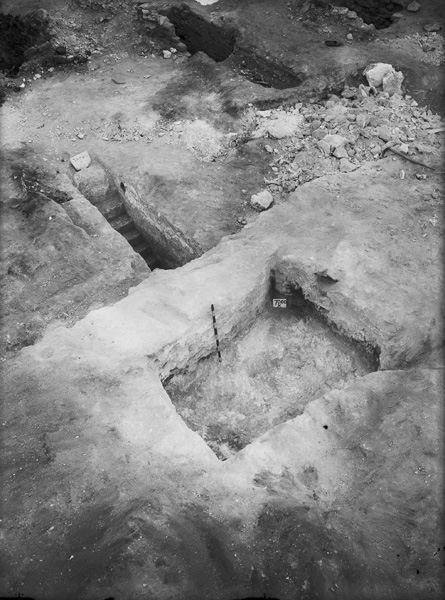
البئر والسلم بعد إزالة الحطام , 1925
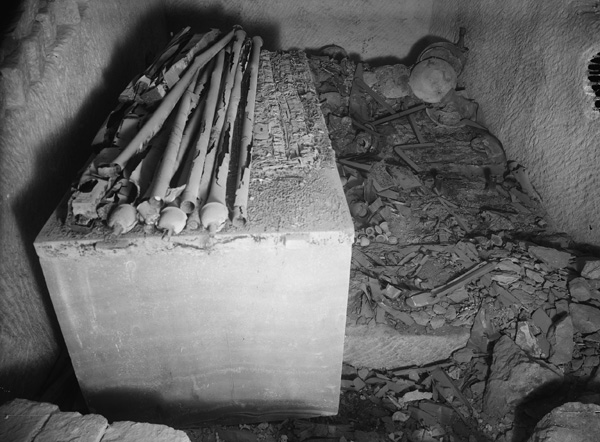
حجرة مقبرة حتي حرس بعد فتحها ، 1926
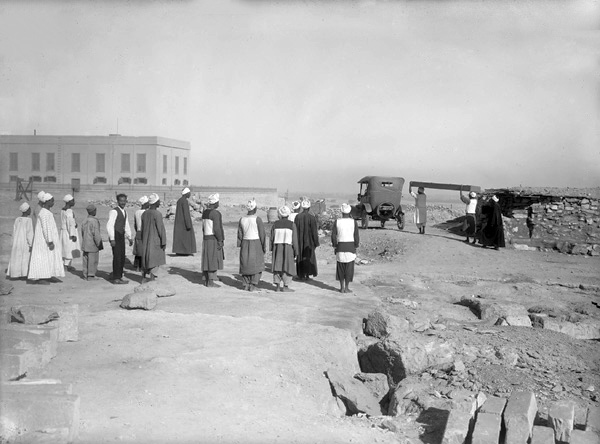
نقل أحد الصناديق بمحتوياته , 1926

## بنية المقبرة

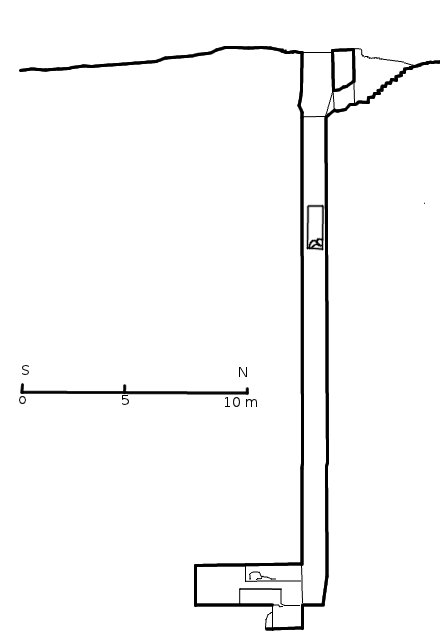
Schnitt durch das Schachtgrab der Hetepheres

كان للمقبرة بناء صغير فوق الأرض. وتبدأ المقبرة من أعلى بسلم نازل تحت الأرض مكون من 12 عتبة عرض كل منها 55 سنتيمتر يصل إلى بئر عميق، يبلغ اتساع فتحته العليا 4و3 متر، ثم تبلغ اتساع الفتحة 75و1 في 37و2 متر عند عمق 3 متر، ويستمر البئر حتى عمق 27 متر حيث يتغير اتساعه بين 35و1 - 55و1 متر. ووجدت عن فتحة البئر من اعلى علامات لاستخدام ألواح خشبية، ربما كانت بغرض تنزيل التابوت الثقيل إلى حجرة المقبرة. وكانت جدران البئر ذات حفرات بحيث تسمح للعمال الصعود والهبوط بالاستناد عليها. 
عند عمق نحو 50و7 متر وجدت زاوية محفورة في الحائط الغربي باتساع 67و1 متر وارتفاع 10و2 متر، وجد بها جمجمة ثور وعدة عظام من أرجله، كانت ملفوفة في حصيرة؛ وبجانبها وجدت قارورتين نبيذ ومعها قطعة حجر رملي، يعتقد باحث الأثار «روي» أنها كانت تمثل قتل الثور أثناء المراسيم الجنائزية، بالإضافة إلى وجود بعض القطع الفضية والفحم وأحجار بازلت. 
 وتدل تلك الأشياء على تقديم قربان أثناء المراسيم الجنائزية.
ينتهي البئر عن عمق 42و27 متر حيث يؤدي إلى مدخل ارتفاعه 92و1 متر إلى حجرة المقبرة. يبلغ طولها 22و5 متر في إتجاه الجنوب، ويبلغ عرضها بين 67و2 إلى 77و2 متر. خلف المدخل مباشرة توجد حفرة مستطيلة عند زاوية الحجرة ناحية الشمال الغربي يبلغ طول الحفرة 60و1 متر وعرضها 40و1 متر وعمقها 21و1 متر، ربما كانت بغرض حفظ الخيمة. كما وجدت فتحة في الحائط فتحة طولها 76و2 متر وعمقها 75 سنتيمتر وموضوع فيها صندوق أواني كانوبية، ويغلق الفتحة حائط من الطوب والجبس بعناية. 

## محتويات المقبرة
معظم محتويات المقبرة توجد معروضة الآن في المتحف المصري بالقاهرة. وبعض المحتويات الصغيرة ونماذج طبق الأصل توجد في متحف بوسطن للفنون الجميلة بالولايات المتحدة. يصنف عالم الآثار «رومان غونداكر» محتويات المقبرة بحسب المكتوب عليها بالهيروغليفية 
إلى مجموعتين: مجموعة الأشياء الأولي التي كانت تتبع الفرعون سنفرو، والمجموعة الثانية الأشياء التي تم صنعها في وقت لاحق في عهد الملك خوفو، وتعتبر من أثاث الملكة حتب حرس بصفتها أم الملك. ويبقى غامضا عما إذا كانت بعض الأشياء قد صنعت خصيصا للمراسيم الجنائزية. 

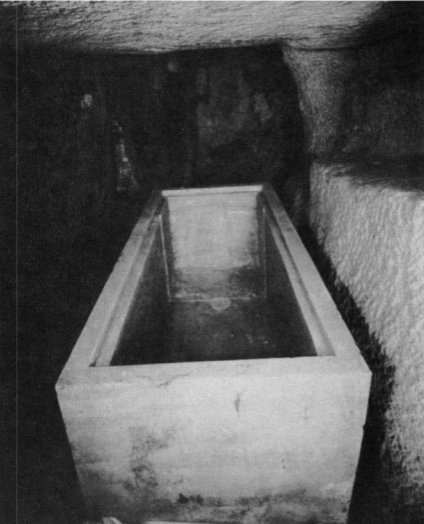
التابوت من الألبستر في حجرة المقبرة
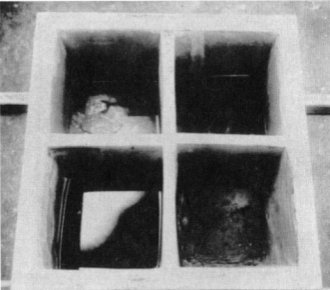
صندوق الأواني الكانوبية بعد رفع الغطاء
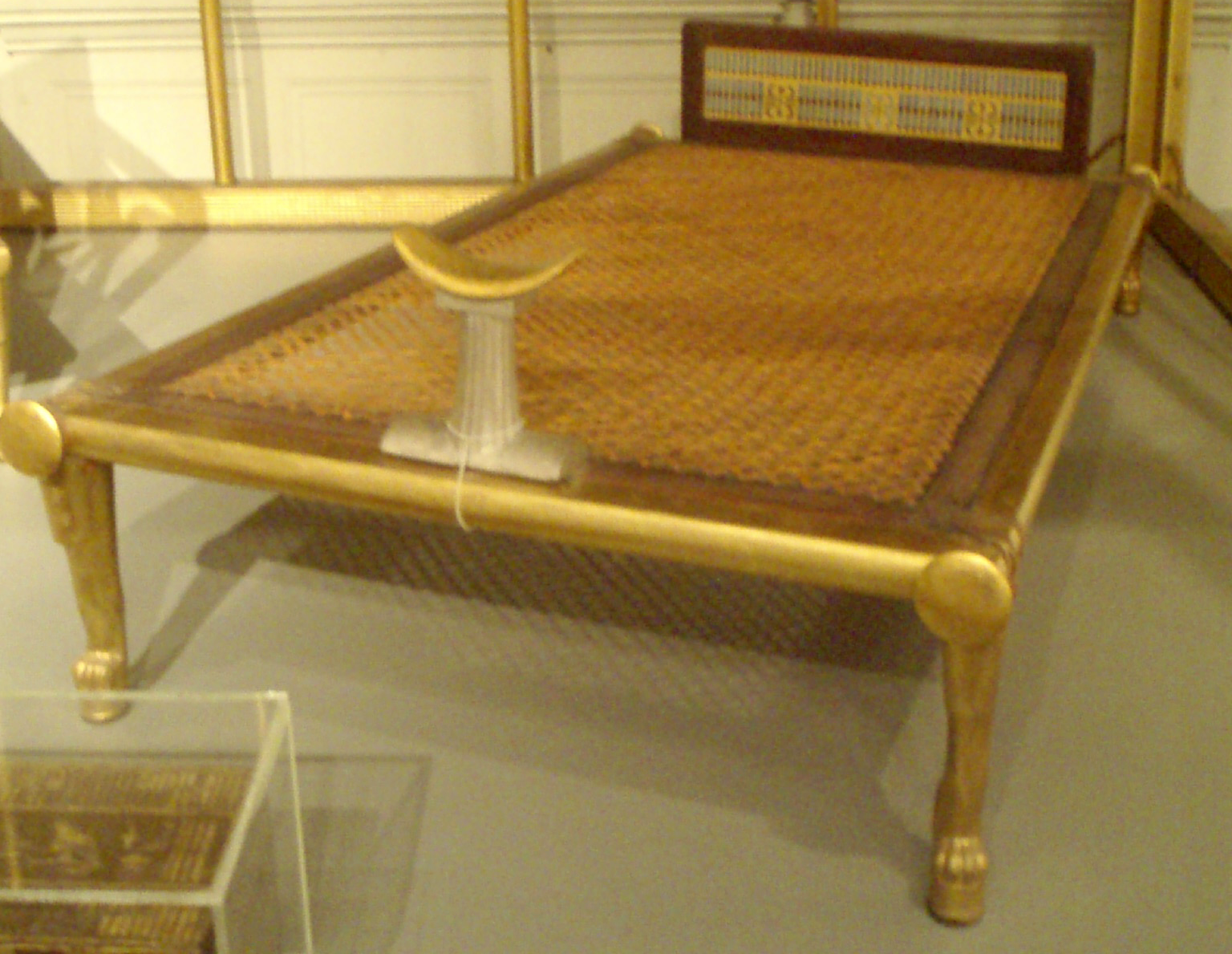
نموذج للسرير  في متحف بوسطن طبقا للأصل بالمتحف المصري بالقاهرة
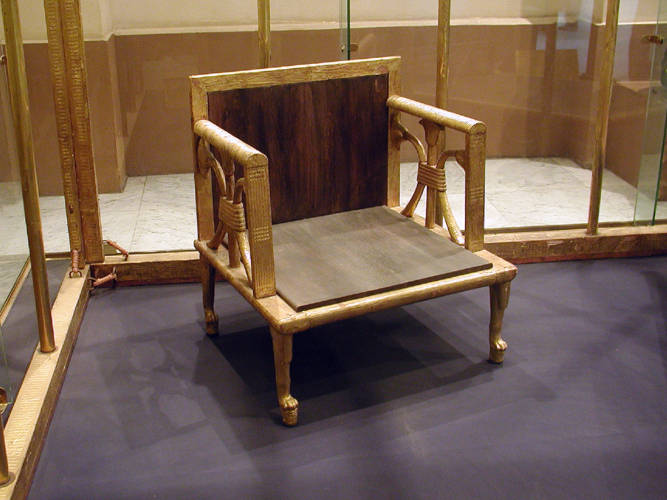
كرسي حتب حرس بالمتحف المصري ، القاهرة
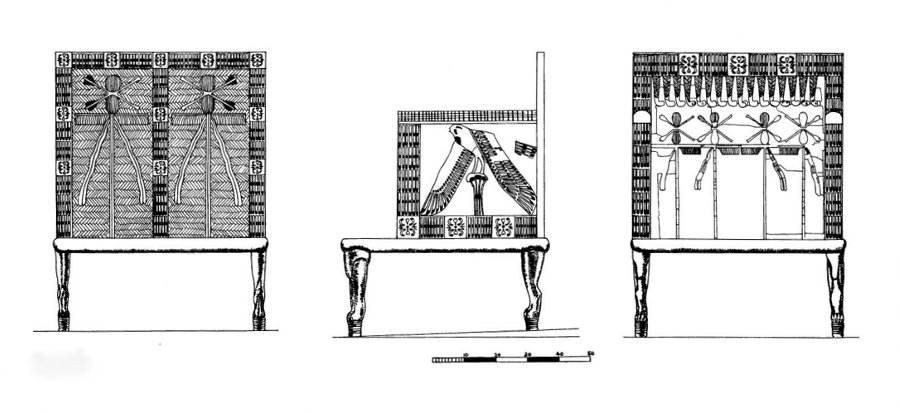
رسم للكرسي الثاني
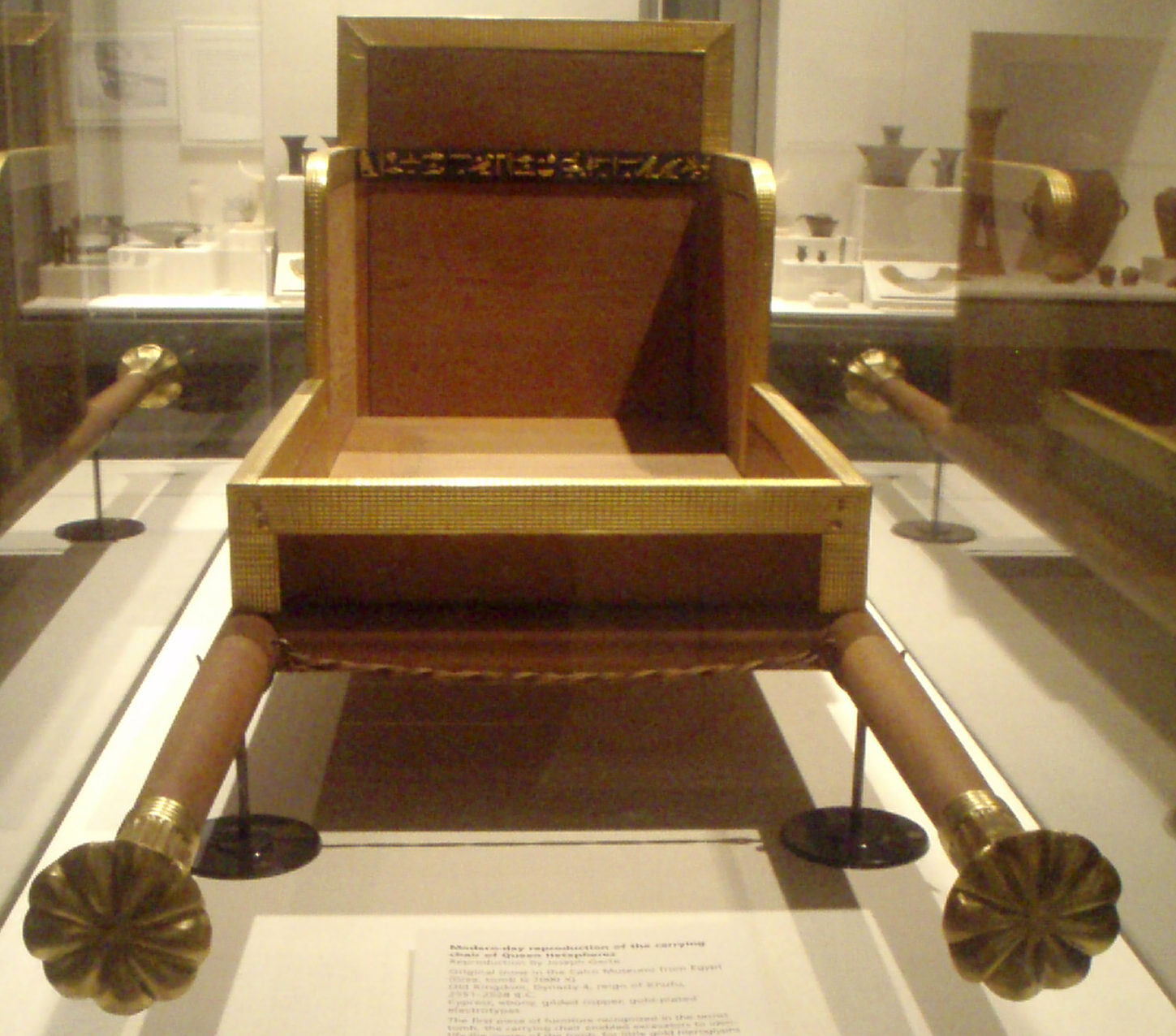
المحفة نموذج طبق الأصل مزينة بالذهب
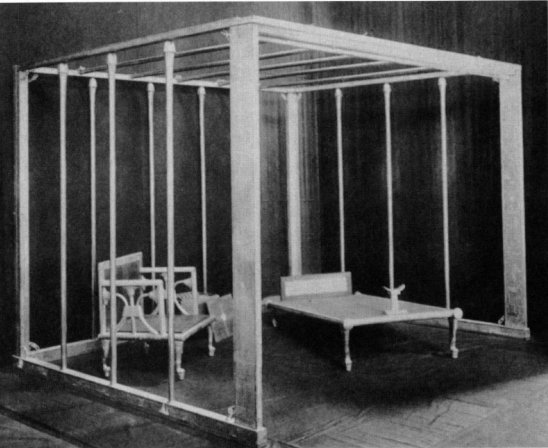
إعادة بناء الخيمة ، مطعم بصفائح الذهب ، بالمتحف المصري بالقاهرة
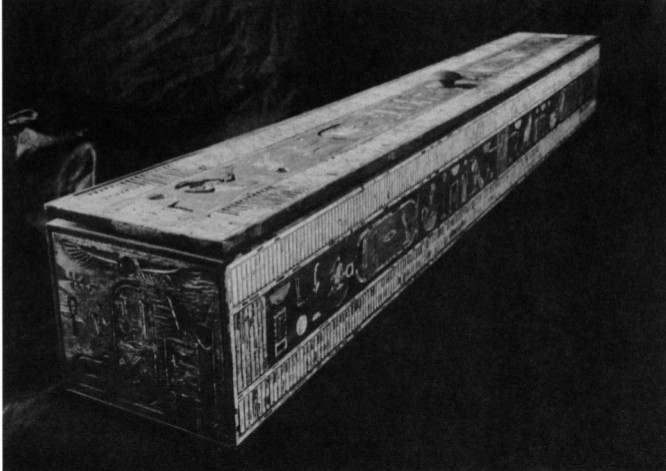
الصندوق الخشبي
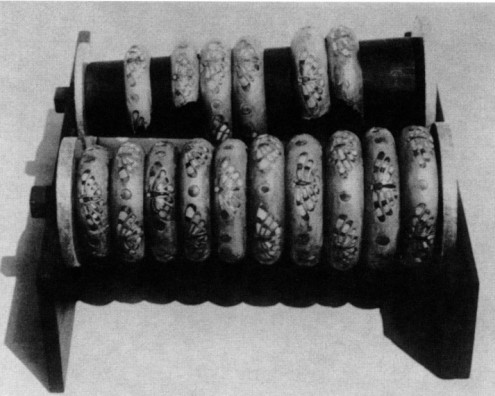
الأساور الذهبية لحتب حرس
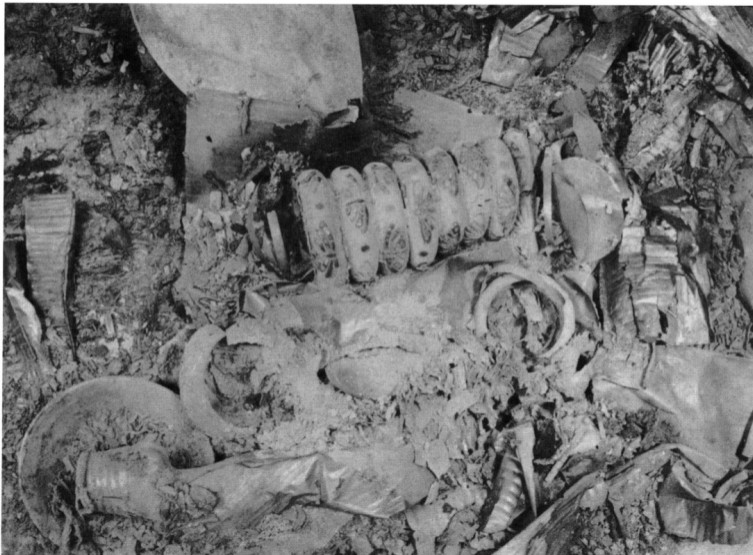
الأساور الذهبية كما وجدت

## صور إضافية

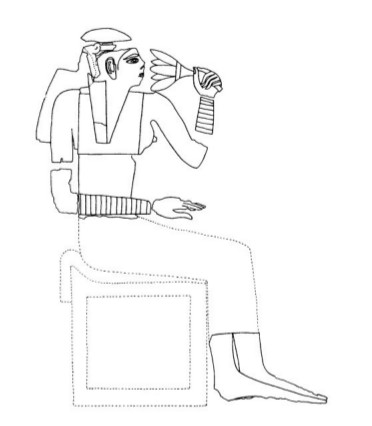
رسم يمثل حتب حرس
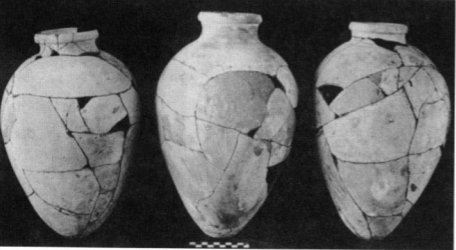
أواني النبيذ
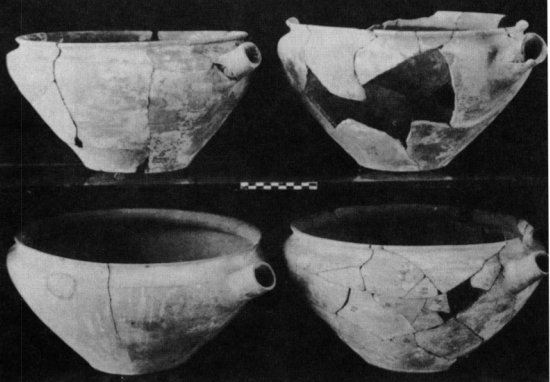
أواني
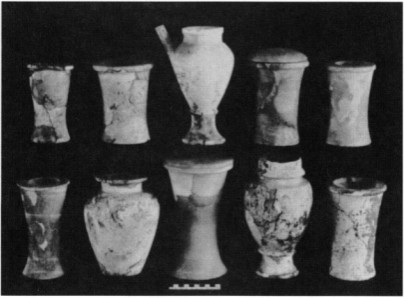
أواني من الألبستر
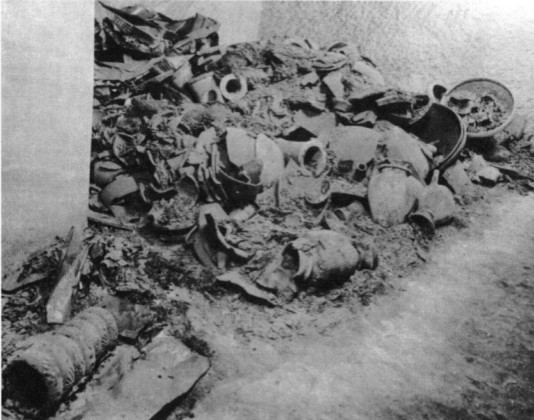
أواني الألبستر كما وجدت

## اقرأ أيضا
| - مقبرة سن-نيجم - مقبرة تحتمس الثالث - وادي الملوك - مقبرة TT81 - إيونو | - حتب حرس - أوشبتي - فاينس - جعران فرعوني - صولجان واس |  |